# Constantin Bălăcescu

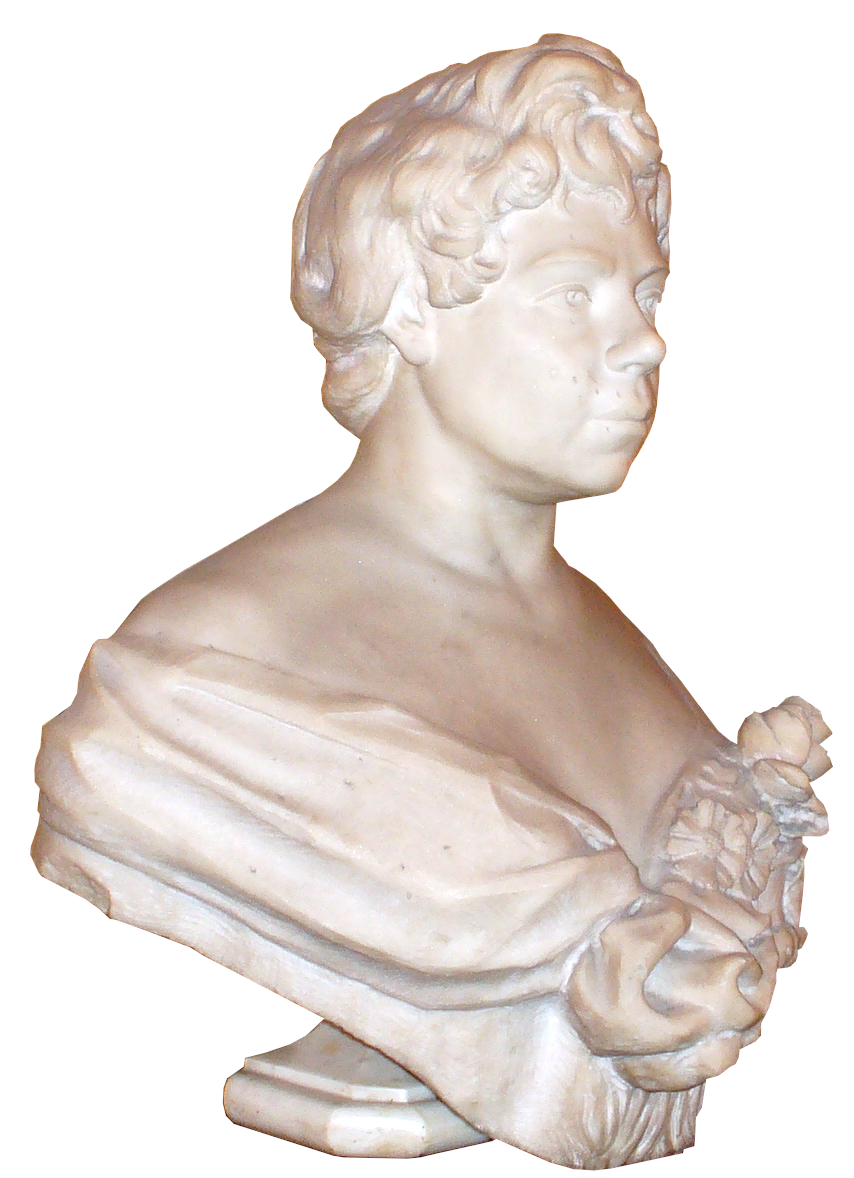
Bustul Elenei Teodorini

Constantin Bălăcescu (n. 18 aprilie 1865, Balboși, județul Gorj, d. 3 iulie 1913) a fost un sculptor român. 

## Biografie
A absolvit Școala de Arte și Meserii din Craiova. Între anii 1892 și 1894 urmează cursurile Academiei de Belle Arte din Veneția, iar între anii 1894 și 1897 studiază la Academia din Milano.
În anul 1888 participă la Expoziția Academiei Române de la București, în rotonda Ateneului împreună cu Oscar Obedeanu.
În anul 1894 obține medalia de argint la Expoziția Societății Cooperatorilor din România. În 1889 expune la Expoziția artiștilor în viață, iar în anul 1900 participă la Expoziția Universală de la Paris, unde primește medalia de bronz.
A fost profesor de sculptură și modelaj la Școala de Arte Frumoase din Iași din 1906 și la Școala de Belle-Arte din București, începănd cu anul 1911. În același an a început să activeze ca sculptor pe lângă Comisiunea Monumentelor Istorice din România.

## Opera
- Tudor Vladimirescu, Târgu Jiu, 1898, executat în marmură de Carrara;
- Monumentul lui Mircea cel Bătrân, Tulcea, 1899;
- Bustul lui Gheorghe Chițu, 1903, executat în bronz;
- Bustul lui Grigore Cobălcescu, 1903, executat în marmură;
- Bustul domnitorului Alexandru Ioan Cuza, 1903, executat în bronz;
- Monumentul Independenței, Tulcea, 1904 - preluat și finalizat după moartea lui Giorgio Vasilescu;
- Monumentul Sofiei Mavrodin, 1905-1906;
- Bust în marmură reprezentând tip și port din Munții Gorjului;
- Lupta de la Călugăreni, basorelief.

## Galerie

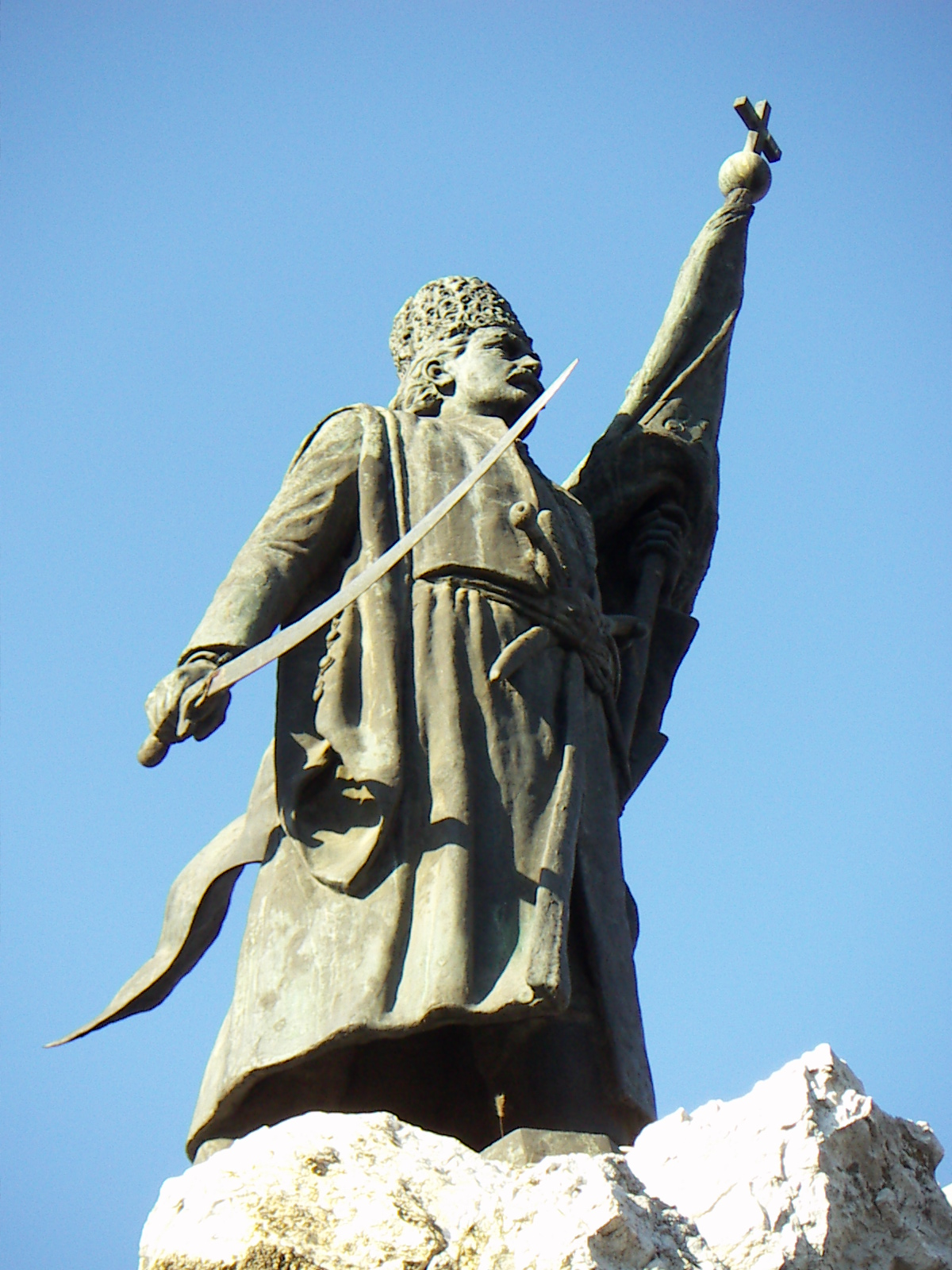
Monumentul lui Tudor Vladimirescu din „Parcul Tudor Vladimirescu”, municipiul Târgu Jiu
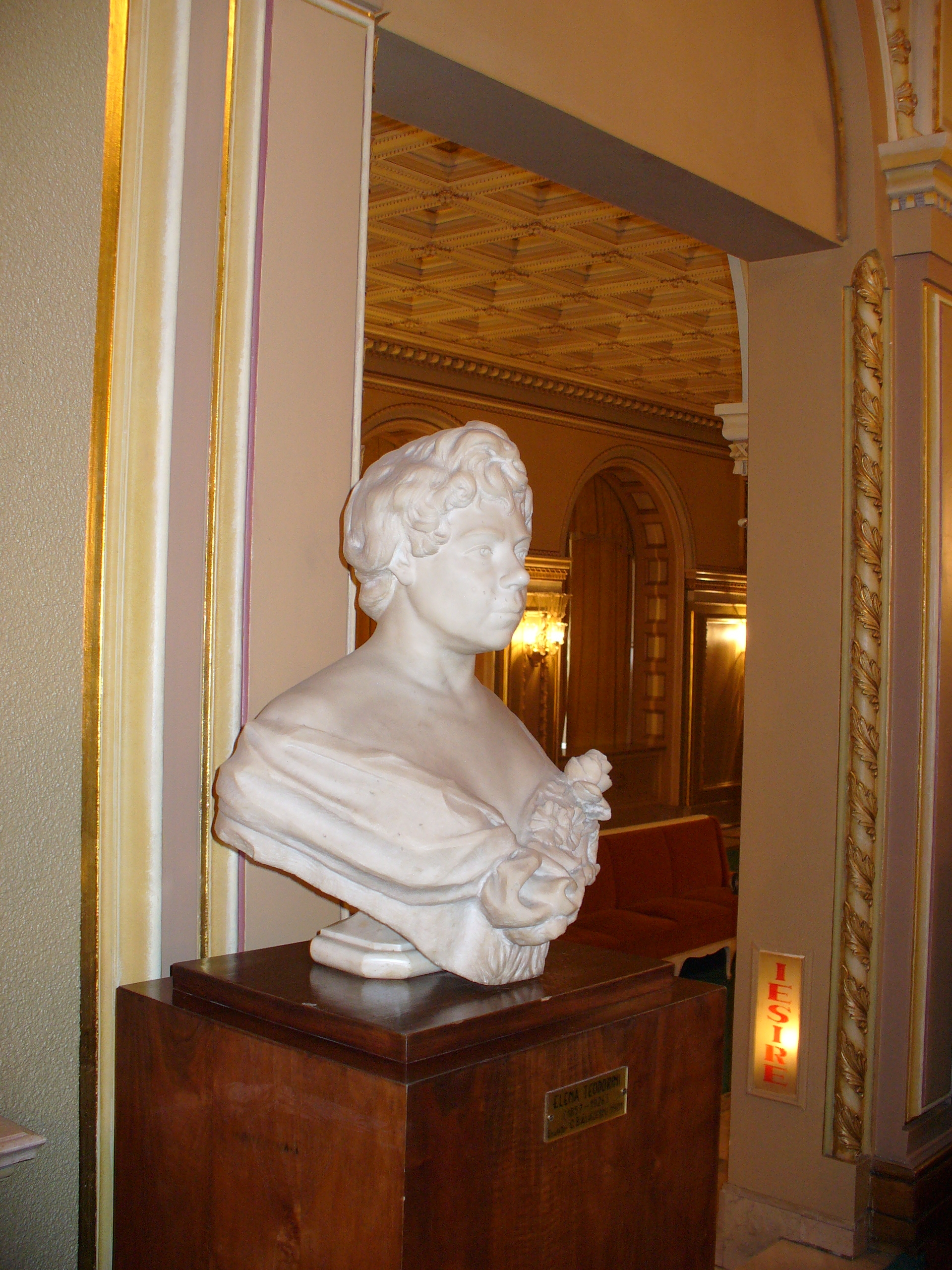
Bustul in marmura al Elenei Teodorini, de la Opera Nationala din Bucuresti (1901)

1. 1 2 3  Constantin Bălăcescu, Allgemeines Künstlerlexikon Online, accesat în 7 februarie 2024
2. ↑  Allgemeines Künstlerlexikon Online, accesat în 7 februarie 2024